# میرزالی
میرزالی (به ترکی آذربایجانی: Mirzəli) یک منطقه مسکونی در جمهوری آذربایجان است که در شهرستان جلیل‌آباد واقع شده است. میرزالی ۷۵۲ نفر جمعیت دارد.